# Nicolás Pascual de la Parte
Nicolás Pascual de la Parte (n. 1960) es un diplomático y político español. Desde 2024 es diputado al Parlamento Europeo por el Partido Popular. Ha sido embajador representante permanente de España ante la OTAN y embajador en misión especial para asuntos de ciberseguridad.

## Formación académica
Es licenciado en Derecho por la Universidad de Murcia. Posteriormente, cursó la carrera diplomática en la Escuela Diplomática de España y realizó estudios superiores en el Centro Superior de Estudios de la Defensa Nacional (CESEDEN).

## Carrera diplomática
Ingresó en la carrera diplomática en 1988. Ha ocupado destinos en las embajadas de España en Berlín y Dublín, así como en la Representación Permanente ante la Unión Europea.
En 2012 fue nombrado embajador en misión especial para asuntos del Comité Político y de Seguridad de la Unión Europea (COPS). En 2017 fue designado embajador representante permanente ante la OTAN, cargo que desempeñó hasta 2020. Posteriormente, fue nombrado embajador en misión especial para ciberseguridad.

## Parlamento Europeo
Desde las elecciones europeas de 2024 es eurodiputado por el Partido Popular, dentro del Grupo del Partido Popular Europeo. En la legislatura actual, es coordinador del Partido Popular Europeo en la Comisión de Seguridad y Defensa (SEDE), y miembro de la Comisión de Asuntos Exteriores (AFET), la Comisión de Comercio Internacional (INTA) y de la Delegación para las relaciones con América Latina.
En una entrevista publicada en julio de 2024, declaró que «no se trata tanto de invertir más en defensa como de saber qué capacidades necesitamos». También ha afirmado que «España debe apoyar la industria europea de defensa si quiere contar en Bruselas».
En junio de 2024 publicó un artículo de opinión en el diario La Razón titulado “España y Europa frente al riesgo geopolítico”.

## Idiomas
Habla español, inglés, francés y alemán.